# Aeropuerto Nacional Ingeniero Juan Guillermo Villasana
El Aeropuerto Ingeniero Juan Guillermo Villasana o Aeropuerto Nacional de Pachuca (código OACI: MMPC, código DGAC: PCA) es un aeropuerto nacional localizado en Pachuca, Hidalgo, México. El aeropuerto maneja el tráfico nacional de la ciudad de Pachuca.

## Información
Inaugurado en 1975 y nombrado en honor al ingeniero y aviador Juan Guillermo Villasana, se ocupa del tráfico aéreo local y nacional de Pachuca de Soto. Cuenta con servicios de escuela de aviación y taxi aéreo. De acuerdo con la Secretaría de Comunicaciones y Transportes (SCT), la vigencia del complejo es hasta el 5 de diciembre de 2017.
Posee una pista de recubrimiento asfáltico de 2200 m (metros) de longitud y 26 m de ancho, y dispone de una superficie de 36 ha (hectáreas). La pista apunta al rumbo 033°/213°, en tanto que los números indicativos en los extremos de la línea son 03 y 21. La elevación del aeropuerto es de 2316 m s. n. m. (metros sobre el nivel del mar), y la frecuencia de torre es 122.9.
Entre 1998 y 2009 recibió vuelos nacionales a cargo Click, filial de bajo costo de Mexicana de Aviación. En mayo de 2009 dicha aerolínea realizó el último vuelo comercial que se operaría desde/ hacia este aeropuerto, con la ruta Mérida - Pachuca, a bordo de un Fokker100, en el vuelo MX955.
En 2011, registró un total de diez vuelos: cinco llegadas y cinco salidas, transitaron 6189 pasajeros y se movilizaron 3000 kg (kilogramos) de carga. En contraste, de enero a septiembre de 2012, solamente se registraron seis vuelos, con el traslado de 230 pasajeros, y ninguna carga.
El aeropuerto, debido a su reducido tamaño, tanto en pista como en plataforma y terminal, no opera ningún vuelo comercial, aunque puede soportar vuelos chárter (o FBOs), así como taxis aéreos, avionetas o cualquier tipo de avión pequeño.
En este aeropuerto, se alberga la base de los helicópteros del gobierno del estado de Hidalgo, así como la base de la Comisión Nacional de Búsqueda y Salvamento de Aeronaves Civiles (SAR México) A.C. en su Delegación Pachuca de Soto, Hidalgo.
En el Aeropuerto de Pachuca se encuentran basadas 153 aeronaves de las cueles 27 son de ala fija, 12 de ala rotativa, 113 aeroestátos y 1 ultraligero.

## Accidentes e incidentes

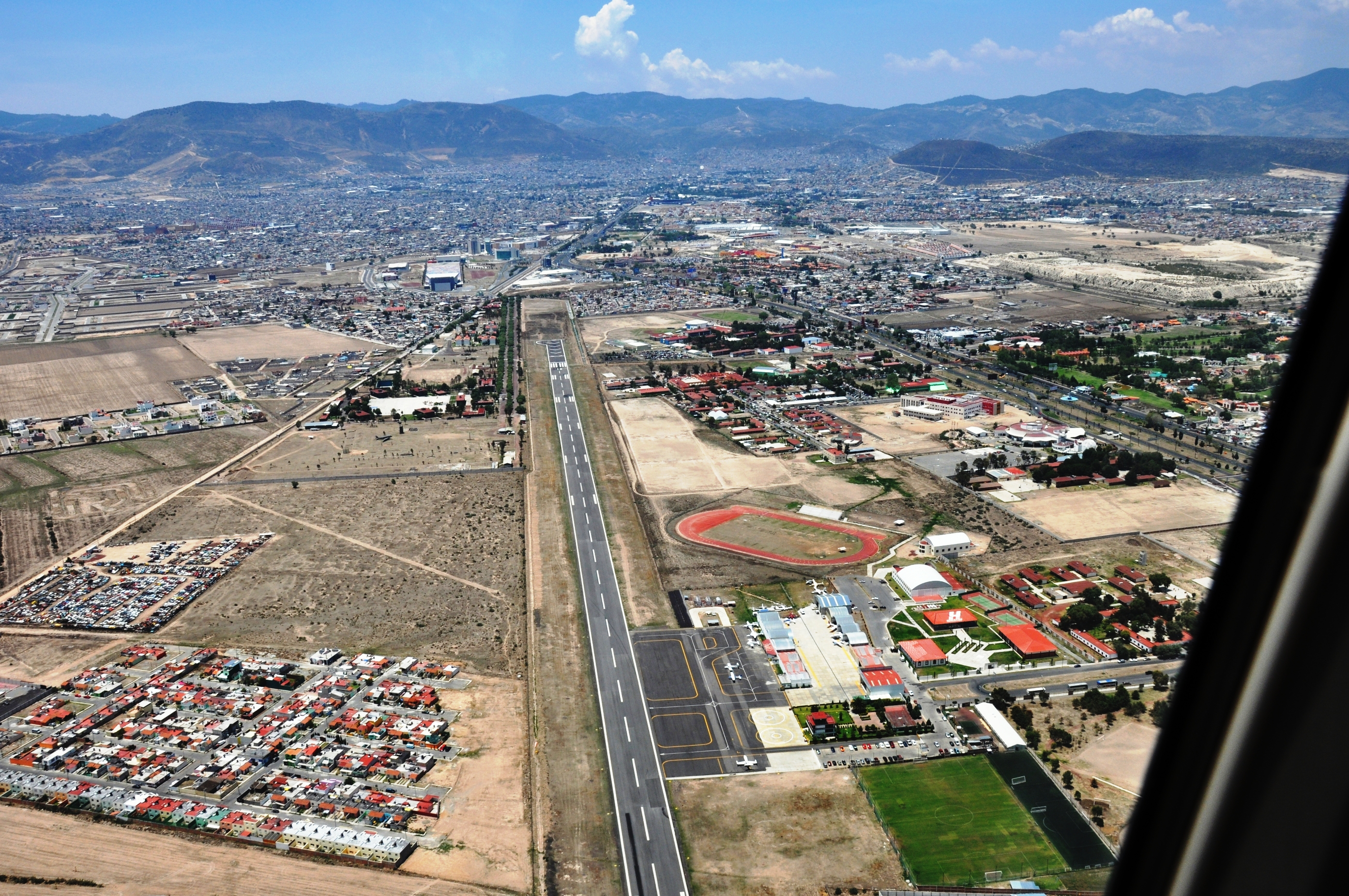
Vista aérea del aeropuerto.

- El 13 de junio de 1946 un avión Ford 5-AT-B Trimotor de Servicios Aéreos Nacionales con matrícula XA-FOH se encontraba en camino del Aeropuerto Nacional de Zapotiltic al Aeropuerto de Pachuca cuando se encontró con mal tiempo. El piloto Juan Tilghman Gallo (propietario en ese tiempo de dicha compañía) descendió de 14,000 pies a 9,000 pies, posteriormente se apagó el motor derecho seguido por el motor izquierdo, Gallo intentó aterrizar en el ahora inexistente Aeródromo de Actopan pero debido a la pérdida de potencia se tuvo que hacer un aterrizaje forzoso a lo largo de una loma. Todos a bordo salieron ilesos.[6]

- El 17 de abril de 2010 una aeronave Cessna 172L Skyhawk con matrícula XB-WOB perteneciente Escuela de Vuelo Aeropacífico AC se desplomó momentos después del despegue del Aeropuerto de Pachuca durante un vuelo de instrucción con destino al Aeropuerto de Acapulco, estrellándose en una casa, matando a dos ocupantes y dejando herido a otro, además de dejar herida a una menor de edad en tierra.[7]

- El 18 de febrero de 2011 un Learjet 24 de perteneciente a Escuela de Aviación Rutas Aéreas Mayas con matrícula XB-GHO que realizaba un vuelo local se encontraba en fase de aterrizaje, perdió el control golpeando el ala derecha contra la pista y causando su despiste y posteriormente impactando e incendiándose en un edificio de la XVIII Zona Militar donde se albergaba una unidad canina del Ejército Mexicano. Los dos tripulantes perdieron la vida entre ellos el propietario de la escuela de aviación.[8][9]

- El 24 de julio de 2012 una aeronave Piper PA-42-720 Cheyenne III con matrícula N157LL operada por Island Bound LLC sufrió un colapso en el tren de aterrizaje de nariz mientras intentaba despegar del Aeropuerto d Pachuca, causando heridas menores en sus ocupantes.[10][11]

- El 5 de mayo de 2017 se desplomó sobre el municipio de Mariano Escobedo la aeronave Cessna 206 con matrícula XB-NCV que había partido del Aeropuerto de Córdoba con destino al Aeropuerto de San Luis Potosí y que planeaba hacer escala técnica en el Aeropuerto de Pachuca. En el accidente murieron 3 personas.[12][13][14][15][16]

- El 4 de julio de 2018 una aeronave Cessna 421-B con matrícula XB-JFU sufrió un despiste durante el aterrizaje tras colapsar el tren de aterrizaje después de un vuelo local de prueba. Ninguno de los 2 ocupantes resultó lesionado.[17][18]

- El 16 de agosto de 2018 una aeronave Cessna 210 con matrícula XB-NZX que cubría un vuelo privado entre el Aeropuerto de Pachuca y el Aeropuerto de Puebla sufrió una falla mecánica y tuvo que hacer un aterrizaje forzoso sobre la Carretera México-Tuxpan en el Municipio de Zempoala, resultando lesionados el piloto y los 2 pasajeros.[19][20]

- El 21 de septiembre de 2018 una aeronave Cessna 210 con matrícula XB-NVG que operaba un vuelo privado entre el Aeropuerto de Pachuca y el Aeropuerto de Córdoba se estrelló en la cara norte del Pico de Orizaba matando a sus 3 ocupantes.[21][22]

- El 20 de octubre de 2019 una aeronave Cessna 310Q con matrícula XB-SIG operado por Sistemas de Inteligencia Geográfica Aplicados (SIGA) que operaba un vuelo privado entre el Aeropuerto de Aguascalientes y el Aeropuerto de Pachuca, se estrelló en un cerro en municipio de El Marqués, matando a sus dos ocupantes.[23][24]

- El 30 de enero de 2020 una aeronave Cessna 172 con matrícula XB-KCL perteneciente a Escuela Latinoamericana de Aviación Civil A.C. que cubría un vuelo entre el Aeropuerto de Pachuca y el Aeropuerto de Morelia se estrelló cerca de la ciudad de Pachuca durante su fase de ascenso inicial. Los 3 ocupantes de la aeronave sobrevivieron, sin embargo el pequeño avión resultó con daños irreparables.[25]